# Erté
Romain de Tirtoff, conegut com a Erté (Sant Petersburg, 23 novembre de 1892-París, 21 d'abril 1990) fou un artista i dissenyador rus nacionalitzat francès, que destacà dins una gran varietat de camps, incloent-hi el disseny de moda, de joies i d'interiors, litografia, il·lustració, escenografia, pintura i escultura.

## Trajectòria
Tirtoff, nascut Roman Petróvitx Tírtov (Роман Петрович Тыртов), va ser fill únic dins una distingida família de l'aristocràcia militar, d'arrels que es remuntaven fins al 1548, a l'època de la Rússia tsarista. Va dissenyar un primer vestit de nit als cinc anys i als set ja va planificar una escenografia representant un ballet, influenciat per la seva mare «de refinada elegància» i que el va inspirar al llarg de la seva vida en les seves imatges de dones «fatals i sinuoses». El seu pare, almirall naval, esperant que el seu fill perpetués la tradició familiar i esdevingués un oficial de la marina, el va fer estudiar a l'Acadèmia de Sant Petersburg. Mentrestant, sota els pseudònims Pitch i Tir per evitar deshonrar la seva família, publicà esbossos de moda femenina per la revista Damsky Miret.
París

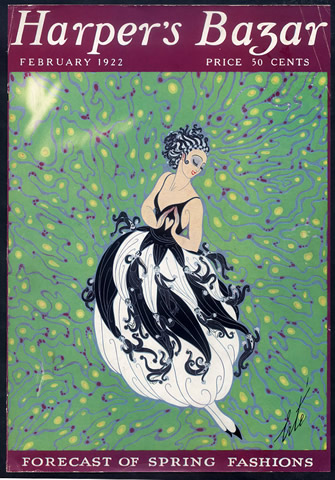
Coberta d'Erté del Harper's Bazar, febrer 1922

L'any 1907, amb quinze anys, va viure un any a París i va fer diversos treballs artístics ja sota el pseudònim Erté, per la pronunciació en francès de les inicials R.T. Sobre aquest període va dir «no vaig descobrir Beardsley fins quan ja hi portava un any a París». El 1912 es va establir definitivament a la capital francesa per fer-se una carrera com a dissenyador, malgrat les fortes objeccions del seu pare i va estudiar art amb Ilya Repin i a l'Académie Julian. Va ser deixeble de Paul Poiret de 1913 a 1914. El 1915, va aconseguir el seu primer contracte important amb la revista Harper's Bazaar —entre 1915 i 1937, Erté va dissenyar més de 200 cobertes per la revista— i les seves il·lustracions també van aparèixer a publicacions com The Illustrated London News, Cosmopolitan, Ladies' Home Journal, Vogue i la Gazette du Bon Ton.
Al mateix temps es va iniciar en el disseny de vestuaris i escenografies; el 1913 va dissenyar el vestuari de la ballarina Mata-Hari per a l'obra Le Minaret que es representava al Théâtre de la Renaissance de París, confeccionat per Poiret, que es caracteritza per una arrogant teatralitat art déco, un estil derivat, segons el mateix Erté, de les miniatures índies i perses i de les formes lineals de les pintures de la ceràmica grega.
Erté és potser més conegut pels seus elegants dissenys de moda que porten l'essència de l'època, l'Art déco. Un dels seus primers èxits va ser el disseny del vestuari pel ballarí francès Gaby Deslys. Les delicades i sofisticades figures són fàcilment identificables i, les seves idees i estil d'art encara influeixen a la moda al segle xxi. Els seus vestits, escenografies, i els conjunts i sèries van ser presentats al Ziegfeld Follies el 1923, a moltes produccions al Folies Bergère de París i al George White's Scandals de Nova York.

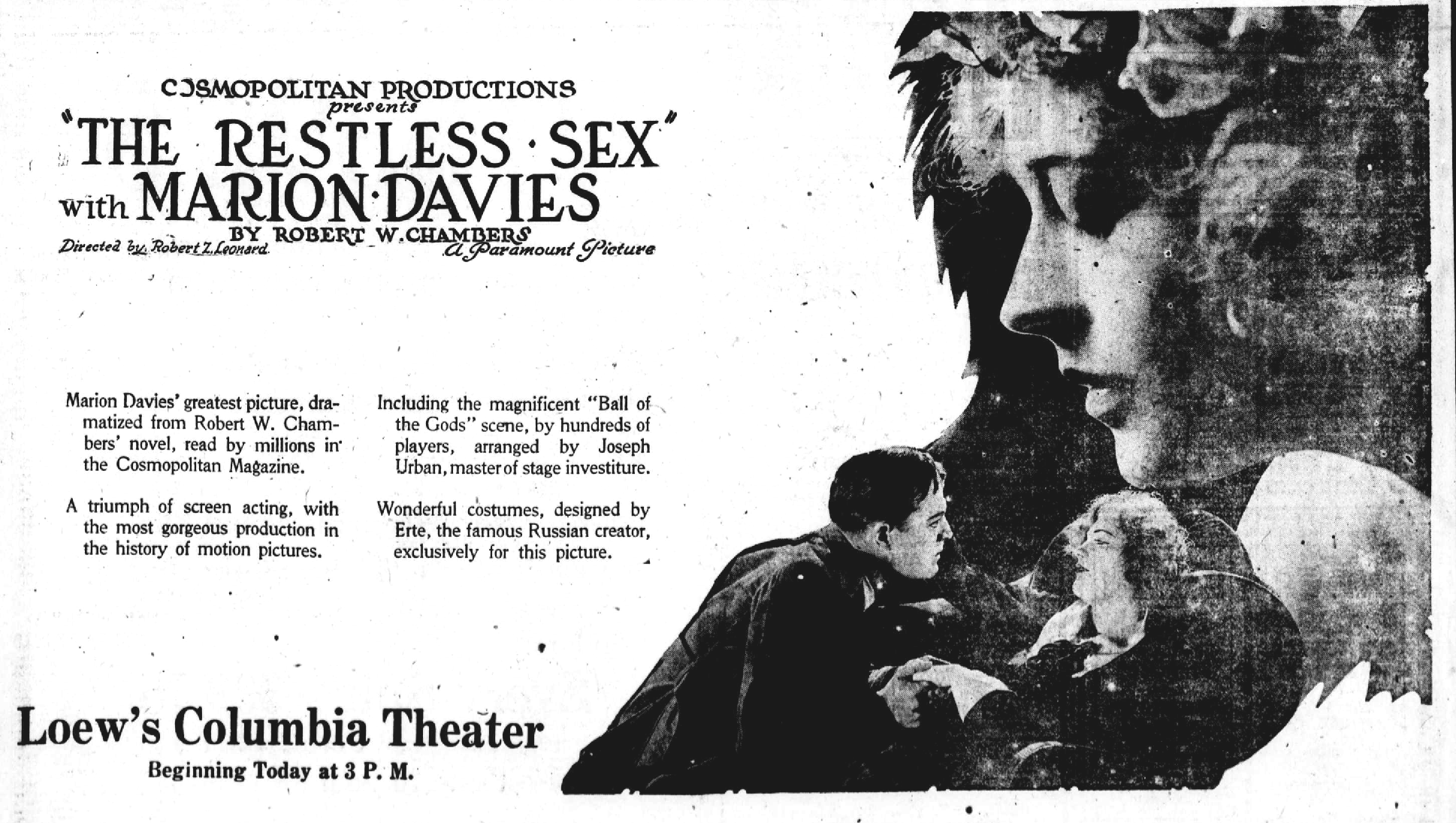
The Restless Sex on Erté treballà de director artístic

Director artístic i de vestuari de cinema
El 1925 Louis B. Mayer, un dels presidents de la Metro-Goldwing-Mayer, el va convidar a Hollywood per dissenyar els escenaris i vestuari per la pel·lícula muda Paris; hi va haver molts problemes de guió així que se li van donar a Erté altres feines, com les escenografies i vestuari per pel·lícules com Ben-Hur, The Mystic, Time, The Comedian, Dance Madness o La Bohème de King Vidor. El 1920 va ser el director artístic de la pel·lícula The Restless Sex amb Marion Davies i finançada per William Randolph Hearst.
Escultor i pintor

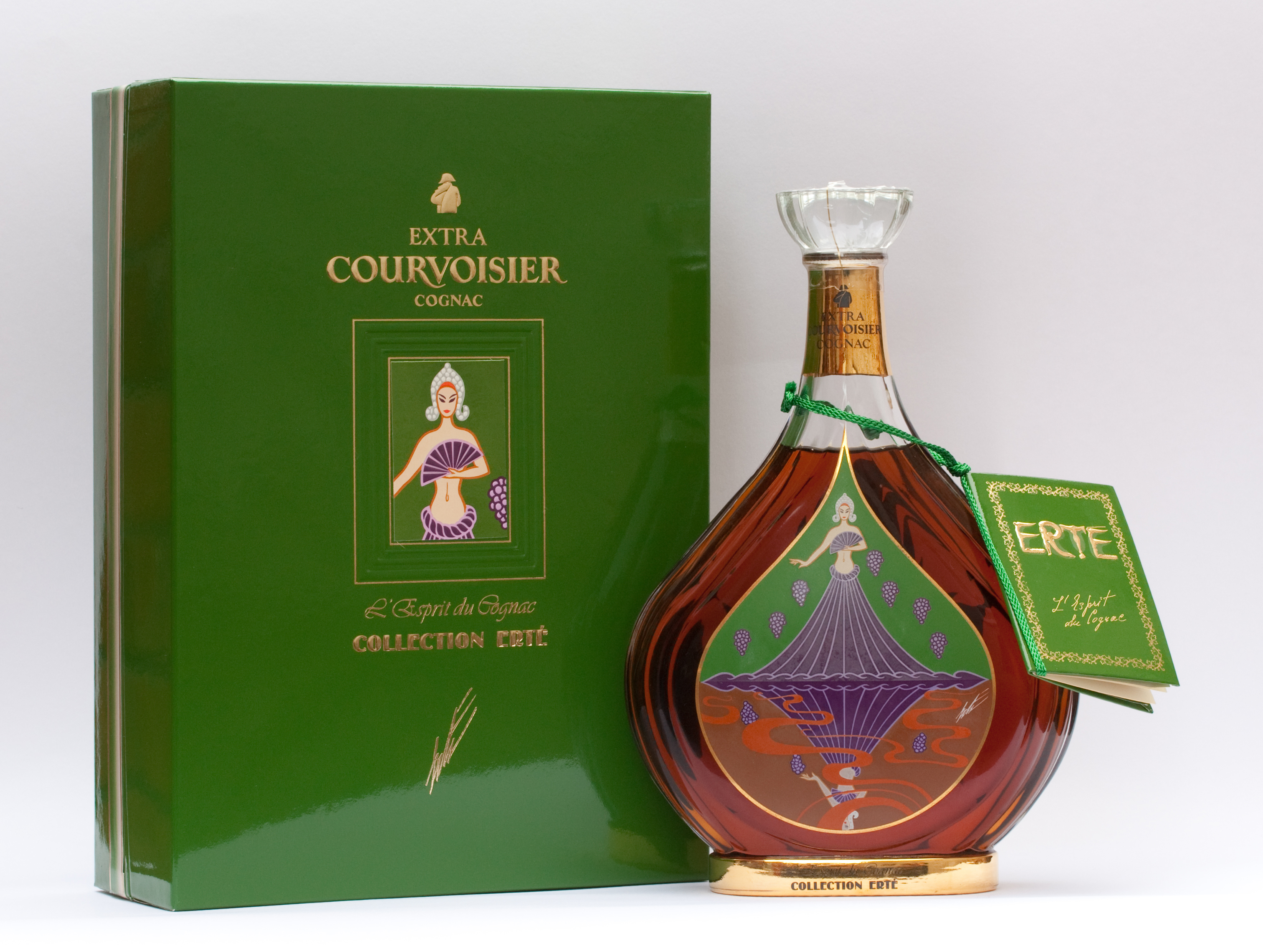
L'Esprit du Cognac, sisè disseny de botella de conyac Courvoisier

Erté va introduir-se dins l'escultura als anys 1960 i va realitzar obres fantàstiques i abstractes en alumini, ferro, coure i fusta, pintades amb colors brillants. Va exposar el 1964 a la galeria Ror Volkmar a París. El 1967, el sociòleg nord-americà Eric Estorick es va convertir a Londres en marxant d'art, i va rellançar la seva carrera, aquest cop com a pintor. El 1980, va produir escultures en bronze patinat. També creà joies i objectes d'art.
Erté va continuar al llarg de la seva vida dissenyant revistes, ballets i òperes. Va tenir un important rejoveniment i lloances a la seva carrera durant els anys 1960 amb el ressorgiment de l'Art déco, amb un gran èxit en exposicions a Londres i Nova York.
Dos anys abans de morir, Erté va crear set dissenys d'ampolles d'edició limitada per Courvoisier mostrant les diferents etapes del procés de fabricació del conyac, des de la destil·lació fins a la maduració.
El seu treball i dissenys es troben a col·leccions de diversos museus com al Victoria and Albert Museum, el Metropolitan Museum of Art, el Los Angeles County Museum of Art (LACMA) o al Museum 1999 de Tòquio.